# Jbilate
Jbilate  (in arabo الجبيلات‎?) è un centro abitato e comune rurale del Marocco situato nella provincia di Rehamna, regione di Marrakech-Safi. Conta una popolazione di 11 234 abitanti (censimento 2014).